# Chatrabus hendersoni
Chatrabus hendersoni är en fiskart som först beskrevs av Smith 1952.  Chatrabus hendersoni ingår i släktet Chatrabus och familjen paddfiskar. Inga underarter finns listade i Catalogue of Life.